# Uebe Rezeck
Uebe Rezeck (10 de abril de 1936, Colina) é um médico e político brasileiro.

## Biografia
Uebe Rezeck nasceu em Colina, em 10 de abril de 1936. Formou-se em medicina no ano de 1962, pela Faculdade de Ciências Médicas da Universidade Estadual do Rio de Janeiro. No ano de 1969, fundou o hospital São Jorge, hoje um dos maiores hospitais da região de Barretos, cidade onde construiu sua carreira política. Ainda no mesmo ano, tornou-se vice-prefeito da cidade, cumprindo o mandato de 1969 a 1973.

### Vida política
Uebe Rezeck participou da vida política estudantil onde exerceu o cargo de Presidente do Diretório Acadêmico, Vice-presidente da União Metropolitana dos Estudantes e Presidente da União Nacional dos Estudantes de Medicina.
Foi prefeito de Barretos no período de 1983 até 1987, além de secretário do Interior do Estado de São Paulo em 1987 e 1988.
Ocupou o cargo Chefe de Gabinete do Ministério da Indústria e Comércio 1989 até 1990 e em 1991 foi eleito pela primeira vez deputado estadual, onde permaneceu até 1994 quando foi reeleito para o mandato de 1994 até 1998, tendo, porém deixado a Assembléia em 1997 para assumir novamente a Prefeitura de Barretos até 2000 e sendo reeleito para o mandato de 2001 a 2004.
Como prefeito é o idealizador das maiores obras de Barretos. Entre elas é o responsável por conseguir recursos para a construção do estádio de rodeios da cidade, palco da maior Festa do Peão da América Latina. O mesmo leva seu nome.

### Mandato parlamentar – 2006 a 2010
No ano de 2006 foi novamente eleito Deputado Estadual pelo PMDB com um total de 52.587 votos.
Durante seu terceiro mandato como parlamentar Uebe apresentou 18 projetos de lei, dois projetos de emenda à Constituição, um projeto de lei complementar, além de 97 emendas apresentadas ao orçamento do Estado para exercício de 2008. As emendas incluem no orçamento metas e prioridades, visando uma melhor distribuição e aplicação dos recursos do erário, totalizando quase R$ 20 milhões remanejados para obras em Barretos e região, destinados a educação, agricultura, habitação, saneamento, segurança, esporte e lazer.
O deputado Uebe participou também na Assembléia Legislativa de duas Comissões Parlamentares de Inquérito, sendo vice-presidente da CPI de Remuneração dos Serviços Médico-Hospitalar, relator da CPI da queima da palha da cana-de-açúcar, e da Comissão Especial do Iamspe. Além, de três Comissões de Méritos, sendo: vice-presidente da Comissão de Serviços e Obras Públicas, membro titular da Comissão de Saúde e Higiene e membro titular da Comissão de Assuntos Internacionais. Frentes Parlamentares foram 22.

### Comissões e Cargos
 Vice-presidente da Comissão de Assuntos Internacionais.
 Membro da Comissão de Saúde e Higiene
 Substituto da Comissão de Constituição de Justiça
 Substituto da Comissão de Conselho de Ética e Decoro Parlamentar
 Relator da CIP do Erro Médico
 Vice-presidente da CPI dos Cursos de Medicina
 Vice-presidente da CPI da Remuneração dos Serviços Médico-Hospitalares
Secretaria de Participação e Parceria de São Paulo
Em 2011 assumiu a Secretaria Municipal de Participação e Parceria da cidade de São Paulo, responsável pela interação dos diversos seguimentos da capital paulista, como a Mulher, o Jovem, LGBT, Negros, entre outros. A Secretaria é a responsável pela Parada Gay de São Paulo, maior evento do gênero do mundo.
Atualmente Dr. Uebe é o primeiro suplente de deputado estadual do PMDB, devendo assumir a vaga ainda em 2012.

## Acusação de improbidade administrativa
Em 2009, Uebe foi alvo de Ação Civil Pública, movida pelo Ministério Público do Estado de São Paulo, por ato de improbidade administrativa. O deputado foi condenado pelo Tribunal de Justiça de São Paulo, mas apresentou recurso da decisão (embargos de declaração), que também foi rejeitado pelo tribunal. A Procuradoria Regional Eleitoral considerou-o impedido de disputar a reeleição de acordo com a Lei da Ficha Limpa, mas em 11 de agosto de 2010 o Tribunal Regional Eleitoral de São Paulo, por 4 votos a 3, considerou que a falta da publicação da decisão dos embargos até o momento do registro de sua candidatura tornava o julgamento em segunda instância do Tribunal de Justiça inconclusivo, permitindo a canditadutra do deputado à reeleição.